# زيت بذور اليقطين

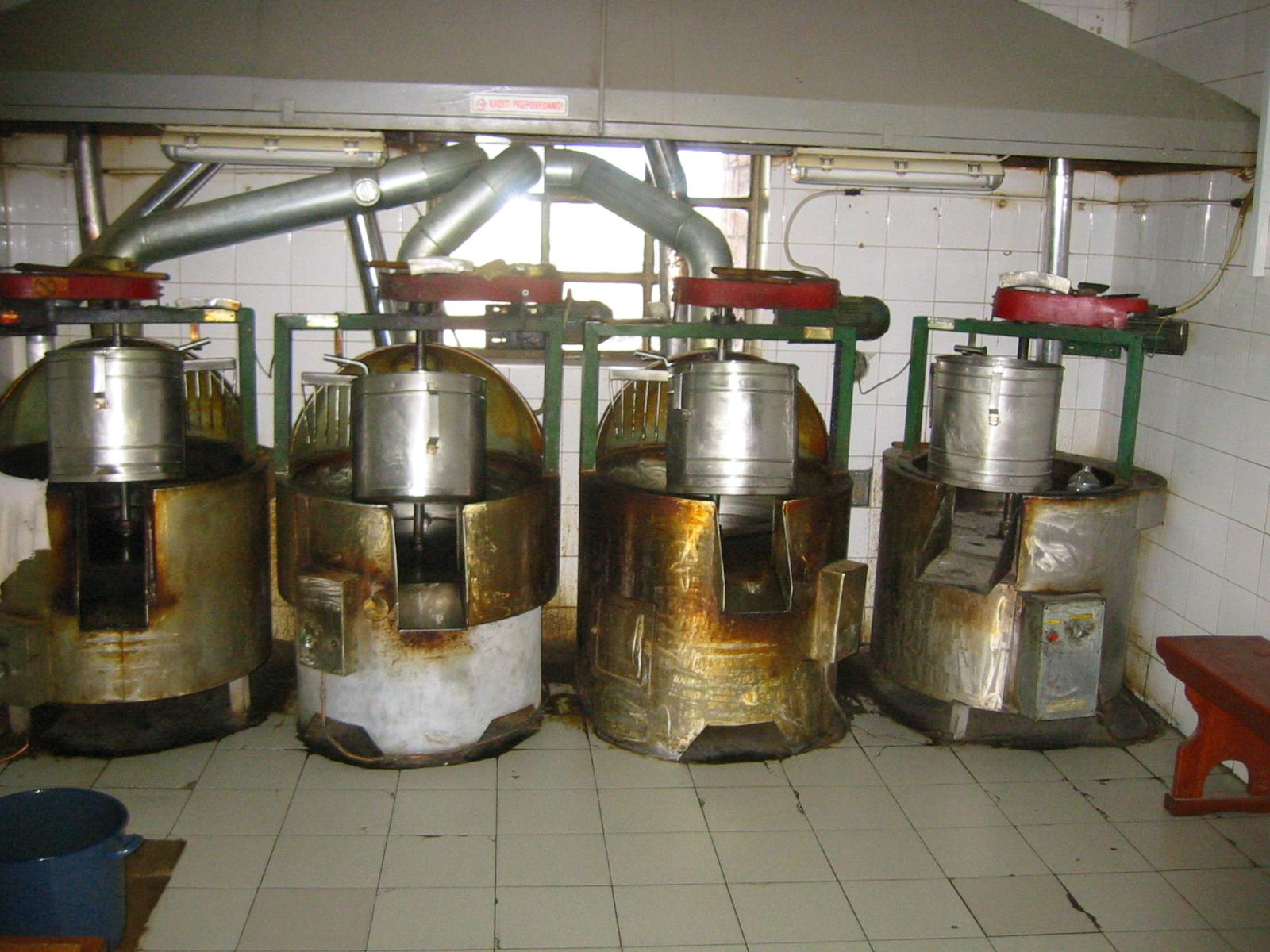
عملية استخراج بذور اليقطين

زيت بذور اليقطين (بالإنجليزية: Pumpkin seed oil) هو زيت شائع للطهي ومكمل غذائي، استخدم منذ القدم في مجالات الطهي المتنوعة والاغراض التجميلية، يستخرج من نبات اليقطين المنتشر زراعته في جميع أنحاء العالم.

## الوصف
يتميز زيت بذور اليقطين بأنه غني بالأحماض الدهنية غير المشبعة.
يستخدم كصلصة للسلطة النموذجية في ستيريا المكونة من زيت بذور اليقطين وخل التفاح، وفي الحلويات مما يعطي الآيس كريم العادي نكهة جوزية.

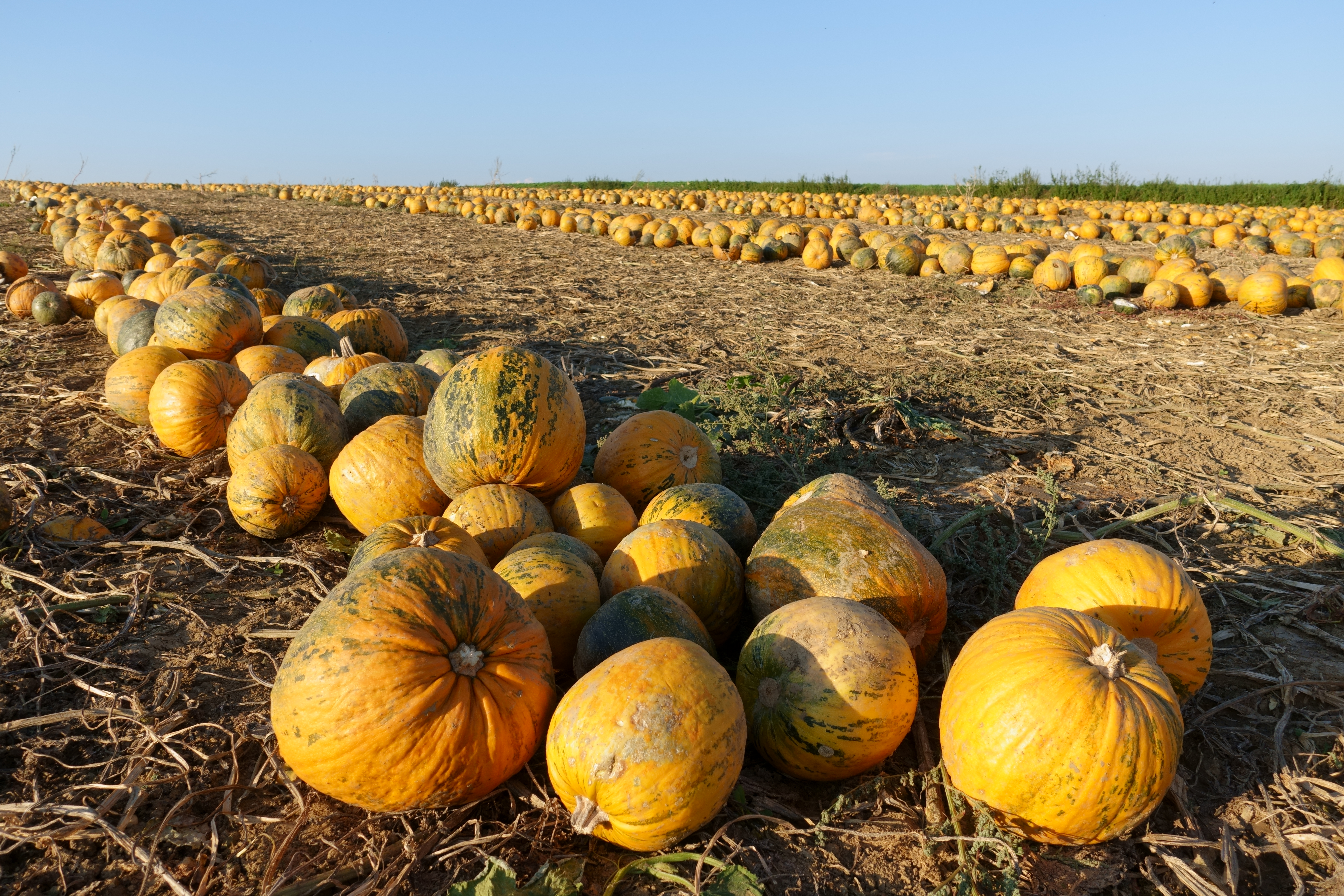
حقل يقطين معد للحصاد في النمسا

يعتبر من الأطعمة الشهية في النمسا وسلوفينيا ويضاف  إلى حساء اليقطين والأطباق المحلية الأخرى.

## الإنتاج
يتم استخراج الزيت من بذور نبات اليقطين عن طريق الاستخلاص بالمذيبات أو عن طريق طرق ثاني أكسيد الكربون.

## أنواع البذور والزيت
يتسم الزيت اللزج بلون أخضر فاتح إلى غامق جدًا إلى أحمر غامق حسب سمك العينة المرصودة.
يظهر الزيت باللون الأخضر في الطبقات الرقيقة والأحمر في الطبقات السميكة.
عند استخدامه مع الزبادي يتحول الزيت إلى اللون الأخضر الزاهي.
يتم تسويق أنواع أخرى من زيت بذور اليقطين البيضاء ذات القشور وهذا ينتج زيت لونه أبيض.
يتمركز الزيت في القطرات الدهنية الصغيرة في خلايا الفلقات.

## فوائد زيت بذور اليقطين

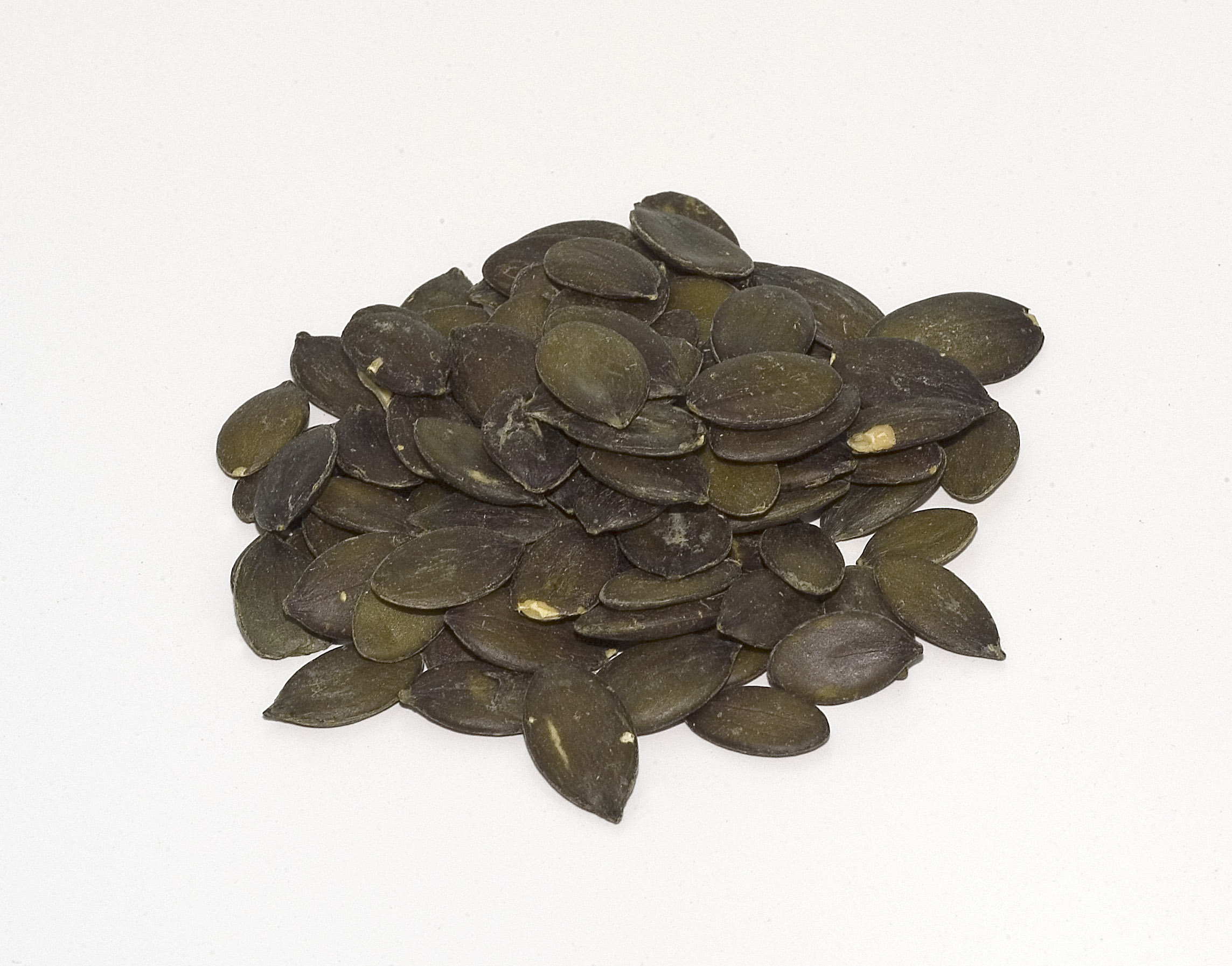
بذور نبات اليقطين

له قيمة غذائية وعلاجية، وفي الوقاية من العديد من الأمراض وخاصة أمراض البروستاتا، ويساعد كعلاج للشعر والبشرة.